# Emy Alupei
Andreea Emilia Alupei (n. 22 februarie 1999, București, România), cunoscută după numele de scenă Emy Alupei, este o cântăreață și compozitoare română. Ea a făcut prima sa apariție de televiziune în 2016 la emisiunea X Factor România, fiind eliminată în cele din urmă. La data de 3 iulie 2018 a publicat independent primul său disc single, „#Hate”, în cele din urmă a semnat un contract muzical cu casa de discuri Cat Music iar la data de 1 noiembrie a aceluiași an a publicat discul single „Hannah Montana”.

## Carieră
În anul 2016, Emy a participat la concursul X Factor România, dar a fost eliminata în cele din urmă. La data de 3 iulie 2018 a publicat primul său disc single, „#Hate” în mod independent, în cele din urmă a semnat un contract muzical cu casa de discuri Cat Music, iar la data de 1 noiembrie a aceluiași an a publicat discul single „Hannah Montana”. La data de 22 februarie 2019 a fost publicat discul single „Nu Uita”. Cântecul s-a bucurat de succes, iar videoclipul muzical deține în prezent un număr de 12 milioane de vizualizări. În anul 2019 a publicat, de asemenea discurile single „Moldoveanca Haladită”, „Lasă Să Mă Doară” și „Fata Lu' Tony Montana”. La data de 25 februarie 2020 a fost publicat discul single „Obor”. Emy a participat, de asemenea la emisiunea Survivor România făcând parte din echipa „Faimoșii”, dar a fost eliminată la jumatatea competiției. În cele din urmă, a fost publicat discul single „Karma” la data de 12 iunie 2020 împreună cu un videoclip muzical în care apare Iancu Sterp. Emy a particiat la al șaselea sezon al concursului Bravo, ai stil!, și a fost eliminată după câteva săptămâni.